# Лухново (Тверская область)
Лухно́во — деревня в Спировском районе Тверской области. Входит Козловское сельское поселение.
В деревне сохранилась разрушающаяся деревянная часовня великомученика Георгия 1891 года постройки.

## География
Деревня расположена на северо-востоке в Спировского района, практически на стыке трех районов области, Максатихинского, Лихославльского и Спировского, в луке реки Тихвинка в 12 км от села Козлово.

## Население
| 2005 | 2010 |
| ---- | ---- |
| 56   | ↗63  |

Национальный состав
90 % карелы из 56 жителей (2005 год).
Преобладают карельский и русский языки.